# Příjezd vlaku do stanice La Ciotat
Příjezd vlaku do stanice La Ciotat (ve francouzském originále L'Arrivée d'un train en gare de La Ciotat) je jeden z prvních filmů distribuovaných bratry Lumièrovými. Byl natočen v roce 1895 a poprvé promítán v 6. ledna 1896 v Paříži. Padesátisekundový němý film zobrazuje příjezd vlaku do stanice ve francouzském přímořském městě La Ciotat. Jako většina tehdejších filmů bratří Lumièrových se i Příjezd vlaku skládá jen z jednoho záběru z každodenního života.
V roce 2020 byla vytvořena rozšířená a zvučná verze klasického černobílého filmu: Příjezd vlaku do La Ciotat, The Lumière Brothers, 1896 v rozlišení 4K a 60 fps.